# ميا والأسد الأبيض
ميا والأسد الأبيض (بالفرنسية: Mia et le lion blanc)‏هو فيلم مغامرات عائلي صدر عام 2018، من إخراج جيل دي مايستر. الفيلم من بطولة دانيا دي فيلييه، ميلاني لوران، ولنجلي كيركود. تم إصدار الفيلم في فرنسا في 26 ديسمبر 2018 وفي الولايات المتحدة في 12 أبريل 2019.

## القصة
عندما تقرر عائلة ميا أوين، التي تبلغ من العمر عشر سنوات، ترك لندن لإدارة مزرعة أسود في أفريقيا، تتغير حياتها بالكامل. عندما يولد أسد أبيض جميل يُدعى تشارلي، تجد ميا السعادة مرة أخرى وتطوّر رابطة خاصة مع الجراء الناشئ.
عندما يكبر تشارلي ويصبح من الصعب الاحتفاظ به في المنزل، يقرر والد ميا، جون، وضع الأسد المتنامي في محاجر بعيدة عن جميع الاتصالات البشرية. عندما يتعرض شقيق ميا، ميك، لإصابة من تشارلي، يمنع والدا ميا من التفاعل معه - إذا فعلت ذلك، سيقومون ببيعه مقابل المال. ومع ذلك، تتحدى ميا تعليمات والدها بعدم التفاعل مع تشارلي. انتقامًا، يقرر والدها بيع تشارلي - يصاب ميا بالصدمة عندما تكتشف أن المزرعة التي تعيش فيها تقوم ببيع الأسود ليتم إطلاق النار عليها من قبل صيادي الجوائز لكسب المال. تصبح مصممة على إنقاذ تشارلي من هذه الممارسة القاسية فتقود عبر جنوب أفريقيا بهدف إطلاق سراحه في محمية تيمبافاتي للحياة البرية - ملاذ للأسود البيضاء الأيقونية.
ومع ذلك، يكون لدى صياد جوائز يدعى ديرك الذي يتعامل مع جون نية جادة لجعل تشارلي جائزته التالية ويتوجه عبر البلاد للحصول عليه. تتبع عائلة ميا أيضًا والدهم بهدف منع الحكومة من إسقاط ميا في السجن لاحتضانها لحيوان مفترس خطير.
تصل ميا وتشارلي إلى محمية تيمبافاتي للحياة البرية، حيث يهاجمهما ديرك ورفيقه. ينجح تشارلي في مهاجمة ديرك والهرب مع ميا. يشاهد عائلة ميا والشرطة تشارلي وميا وهما يدخلان محمية الصيد - تحاول الشرطة إطلاق النار على تشارلي ولكن لا يمكنهم ذلك بمجرد أن يكون في مأمن في المحمية. بعد مرور بعض الوقت، تعود ميا وعائلتها لزيارة محمية تيمبافاتي للحياة البرية ويسعدون برؤية تشارلي وقد تزاوج مع أسدة ولديهما صغار.

## فريق العمل
- دانيا دي فيلييه بدور ميا أوين
- ثور بدور تشارلي الأسد
- لنجلي كيركود بدور جون أوين
- ميلاني لوران بدور آليس أوين
- رايان ماك لينان بدور ميك أوين
- ليونيل نيوتن بدور كيفن
- ليليان دوب بدور جودي
- براندون ايريت بدور ديرك

## الإنتاج
من إخراج المخرج الفرنسي جيل دي مايستر، تم تصوير هذا الإنتاج الضخم على مدى ثلاث سنوات حتى يمكن لنجوم الفيلم الصغار دانيا دي فيلييه وريان ماك لينون أن يبنوا علاقات حقيقية مع الأسود والحيوانات الأخرى التي تظهر في الفيلم. اللقطات بين الممثلين والحيوانات في الفيلم حقيقية وليست معتمدة على التقنيات الحاسوبية. يشارك أيضًا ميلاني لوران، لنجلي كيركود، براندون ايريت، وليليان دوب.
كيفن ريتشاردسون، الخبير في الأسود المعروف أيضًا باسم "محاور الأسود"، شرف عملية الإنتاج بأكملها وجميع التفاعلات بين الأسود والأطفال مضمونة لسلامة الحيوانات وفريق العمل في الموقع.
الفيلم مستوحى من قصة أصلية كتبتها زوجة دي مايستر، برون دي مايستر، بعد زيارتهم مزارع تربية الأسود في جنوب أفريقيا. السيناريو من كتابة برون دي مايستر وويليام ديفيس. الفيلم من إنتاج مشترك بين ستوديوكانال، إم6 أفلام، فيلم أفريكا، وباندورا فيلم، وأُنشئ بالتعاون مع قناة كانال +، سين +، إم 6، دبليو 9، ومؤسسة فيلم ووسائل الإعلام في شمال الراين - ويستفاليا بالشراكة مع كيفن ريتشاردسون.

## الاستقبال

### إيرادات شباك التذاكر
ميا والأسد الأبيض حالياً هو أعلى إنتاج فرنسي حصيلة إيرادات خارج فرنسا في عام 2019، حيث بلغ إجمالي عدد المشاهدين 2.43 مليون متفرج (13 مليون يورو في إيرادات شباك التذاكر) في 25 سوقًا حول العالم، بما في ذلك 900،000 مدخلا في إيطاليا (5.62 مليون يورو) و 264،000 مدخلا في كولومبيا (625،000 يورو).

### الاستجابة النقدية
تلقت الفيلم مراجعات إيجابية بشكل عام. على موقع تجميع المراجعات روتن توميتوز، يحمل الفيلم تصنيف إيجابي بنسبة 88% استنادًا إلى 17 مراجعة، مع تقييم متوسط بلغ 6.9/10. بينما على ميتاكريتيك، حصل الفيلم على درجة متوسطة تبلغ 52 من 100 استنادًا إلى 6 نقاد، مما يشير إلى "مراجعات متباينة أو متوسطة".

## وصلات خارجية
- ميا والأسد الأبيض  في قاعدة بيانات الأفلام على الإنترنت (بالإنجليزية)
- ميا والأسد الأبيض على إنستغرام
- ميا والأسد الأبيض  على فيسبوك.